# Henri Bertin de Bourdeville
Henri Léonard Bertin, hrabě de Bourdeville (Henri Léonard Jean-Baptiste Bertin, comte de Bourdeville) (24. března 1720, Périgueux, Francie – 16. září 1792, Spa, Belgie) byl francouzský šlechtic a politik 18. století. Od mládí působil ve státní správě, za sedmileté války byl francouzským ministrem financí (1759–1763), později krátce ministrem zahraničí (1774). Za revoluce emigroval a zemřel v Belgii.

## Biografie
Pocházel z úřednické šlechty (noblesse robe), narodil se do početné rodiny státního úředníka Jeana de Bertin (1659–1724). Od roku 1741 působil jako právník v Bordeaux, později byl intendantem v Roussillonu (1751–1753) a v Lyonu (1754–1757). V letech 1757–1759 byl v hodnosti generálporučíka velitelem policie v Paříži. Za sedmileté války byl povolán do funkce ministra financí (generálního kontrolora financí; 1759–1763). Vytvořením katastrů se pokusil o daňovou reformu, narazil ale na odpor pařížského parlamentu a kritiku odborníků. Po skončení sedmileté války z úřadu odstoupil, ale v prosinci téhož roku pro něj byla vytvořena funkce pátého státního sekretáře s rozsáhlou titulaturou, ale fakticky malým vlivem. Věnoval se problematice obchodu a kolonií, post státního sekretáře opustil v roce 1780. Mezitím byl na počátku vlády Ludvíka XVI. také krátce ministrem zahraničí (červen a červenec 1774). V době revoluce emigroval v roce 1791 a nedlouho poté zemřel v Belgii. Byl čestným členem francouzské Akademie věd a Akademie písemností a krásné literatury.